# Лелявский, Борис Николаевич
Бори́с Никола́евич Леля́вский (1886 — 1935) — член IV Государственной думы от Волынской губернии.

## Биография
Из потомственных дворян Калужской губернии. Сын начальника Киевского округа путей сообщения Николая Семёновича Лелявского (1853—1905). Землевладелец Киевской, Волынской и Екатеринославской губерний (6000 десятин в общем нераздельном владении).
Окончил Киевскую Первую гимназию (1904) и Императорское училище правоведения (1908). По окончании последнего поступил на службу в Министерство внутренних дел. В 1908—1910 годах состоял при киевском, подольском и волынском генерал-губернаторе.
В 1909—1911 годах состоял изяславским уездным предводителем дворянства. В 1911 году перешел на должность председателя Житомирского съезда мировых посредников, был избран гласным Волынского губернского земства. С 1912 года исполнял должность овручского уездного предводителя дворянства.
В 1912 году был избран членом Государственной думы от Волынской губернии. Входил во фракцию правых, затем в группу беспартийных. Состоял членом комиссий: редакционной, по запросам, о путях сообщения, по направлению законодательных предположений, бюджетной и о судебных реформах.
В годы Первой мировой войны входил в Волынское губернское совещание по продовольственному делу, был членом Волынского отделения Комитета великой княжны Татьяны Николаевны для оказания временной помощи пострадавшим от военных действий, а также товарищем председателя Волынского отдела Всероссийского общества попечения о беженцах.
В 1914 году был избран Волынским губернским предводителем дворянства, а в 1915 — председателем губернской земской управы. Дослужился до чина надворного советника. Был членом Русского собрания.
После Февральской революции был комиссаром Временного правительства в Волынской губернии. После Октябрьской революции переехал в Киев, в 1918 году был председателем Киевской городской управы. При гетмане Скоропадском отказался от поста Киевского губернатора и министра земледелия.
В эмиграции в Польше, жил во Львове. Активно участвовал в жизни местного православного прихода, выступал в защиту православия. Занимался публицистикой, сотрудничал в журнале «На рубеже». В 1930 году был представителем мирян на Всепольском Поместном соборе, также был генеральным секретарем президиума собрания Польской Православной Церкви.
Умер в 1935 году от разрыва сердца. Похоронен в Братской могиле русских журналистов на Лычаковском кладбище. Был холост.